# Alexitymie
Alexitymie je stálý povahový rys charakterizovaný neschopností popsat svůj psychický stav. Jde o chybění slov pro emoce. Jedná se o poruchu identifikace a schopnosti popisu vlastních emocí. Emoce zaměňují tito jedinci s orgánovými popisy. Proto alexitymičtí lidé emoce vyjadřují orgánovými popisy. Alexitymici si často stěžují na různé tělesné příznaky, kterými ale vyjadřují své emoce. Je zde častý výskyt somatoformních poruch, dále přítomná somatosenzorická amplifikace – tj. člověk vnímá vlastní pocity (např. pohyb žaludku) jako silné, katastrofické, dále porucha lokusu kontroly – schopnost připisovat své obtíže vnitřní nebo zevní události.

## Příčiny
Mezi hypotézy příčiny alexitymie patří:
- Asymetrie mozku
- Poruchy autistického spektra.
- Porucha komunikace mezi hemisférami mozku
- Porucha funkce limbického systému
- Vegetativní nebo imunitní porucha
- Výsledek nejistého dětského připoutání (připoutání je porucha vazby mezi matkou a dítětem, která je pak individuální strategií zjišťování bezpečí pro další život, jedinci s nejistým připoutáním mají větší počet tělesných příznaků než jedinci s bezpečným vzorcem, jedinci s úzkostným vzorcem připoutání mají v dospělosti nejvíce úzkostných a hypochondrických poruch)

Alexitymie (a=ne, lexa=slovo, thymos=emoce) – porucha kognitivního zpracování emocí. Nejčastěji používaným měřítkem je dvacetipoložková škála TAS (Torontská alexitymická škála). Alexitymie znamená sníženou schopnost regulace afektů prostřednictvím sociální interakce.